# Владимирова палата
Владимирова палата (рус. Влади́мирский дворе́ц   Владимирски дворац) је бивша палата руског великог кнеза Владимира Александровича, сина Александра II. Била је једна од последњих царских палата која је изграђена у Санкт Петербургу. Палату је дизајнирао тим архитекти који укључивао Василија Кенела, Александра Резанова, Андреја Хуна, Јеронима Китнера, Владимира Шретера и Максимилијана Месмахера.
Грађевински радови на риви трајали су од 1867. до 1872. године, доградња и доградња настављени су 1880-их и 1890-их година. Велике рестаурације рађене су 1980-их и 2010. године.
Попут Зимског и Мермерног дворца, Владимирска палата се налази на обали јужне обале реке Неве; локација на Дворском насипу била је изузетно цењена од руске аристократије. Неоренесансна богато украшена фасада настала је по узору на палату Леона Батисте Албертија у Фиренци. Главни трем је изграђен од бременског пешчара и украшен грифонима, скулптурама грбова и фењерима од ливеног гвожђа. Остали детаљи су рађени од цемента.
Палата и њене помоћне зграде садрже око 360 просторија, све уређених у еклектичним историјским стиловима: неоренесанса (соба, салон), готички препород (трпезарија), руски препород (храстова сала), рококо (бела сала), византијски стил ( студија), Стил Луја XIV, разни оријентални стилови и други. Украшеност ентеријера је додатно унапредио Максимилијан Месмахер 1881–1891. Поједини историчари уметности попут Николаја Пуњина сматрају да је његов рад одличан пример историцизма из 19. века. Велики кнез Владимир је украсио своје станове колекцијом руских слика најбољих уметника свог времена, као што су Иља Рјепин, Иван Ајвазовски, Фјодор Бруни, Васили Верешчагин, Иван Крамској, Михаил Врубел, Николај Сверчков и Рудолф Фердинандович Френц.
После Октобарске револуције 1917, првобитни власници су напустили земљу. Имовина је конфискована од стране совјетске владе. После неколико година спорова и неизвесности, током 1920-их палата оно што је остало од ентеријера палате пребачено је у Дом научника (назван по Максиму Горком). Под покровитељством Руске академије наука, палата и њена унутрашњост сачувани су у већој мери од осталих резиденција породице Романов. Многи унутрашњи архитектонски детаљи су зачувани и рестаурирани. Сачуван је и већи део Владимирове колекције порцелана са краја 19. века, који је највећим делом произведен у Царској фабрици порцелана и осликан или декорисан од стране водећих уметника тог периода. Колекција је проширена занимљивим порцеланом из раног совјетског периода, укључујући фигуре Шаљапина и Нижинског, као и вазе и сервисе за вечеру инспирисане конструктивизмом.

## Галеријa
- Детаљи, ентеријер